# Belie Belcan
Belie Belcan é muito popular dentro das 21 divisões (vodu dominicano) e Sansé Espiritismo.

## Informação
Ele é considerado o santo padroeiro da justiça que defende as pessoas contra o mal e os inimigos dentro das 21 Divisões. Ele é considerado muito educado, compreensivo e protetor para seus devotos. No catolicismo romano, ele é sincretizado com São Miguel Arcanjo. Diz-se que ele trabalha muito bem com Anaisa Pye, um loá fêmea sincretizada com Saint Anne. Portanto, nas famílias dominicanas, muitas vezes encontramos imagens de São Miguel ao lado de imagens de Santa Ana.